# Барбатешти (Јаши)
Барбатешти (рум. Bărbătești) насеље је у Румунији у округу Јаши у општини Кукутени. Oпштина се налази на надморској висини од 285 m.

## Становништво
Према подацима из 2002. године у насељу је живело 221 становника, од којих су сви румунске националности.